# Пантелюк Дмитро Михайлович
Дмитро Михайлович Пантелюк (* 7 жовтня 1905, Луганськ, Російська імперія) — колишній директор Українського науково-дослідного інституту спиртової і лікеро-горілчаної промисловості, делегат з'їзду КПУ XVIII-го з'їзду, вчений-економіст.

## Біографія
В 1927 році закінчив Луганський національний аграрний університет з червоним дипломом. Спеціальність — економіст. З 1956 до 1958 року Д. М. Пантелюк очолював Український науково-дослідний інститут спиртової і лікеро-горілчаної промисловості, здобув вчену ступінь. Зараз викладає в Луганському національному аграрному університеті.